# Димитър Сеизов
Димитър Сеизов е български революционер, деец на Македонския комитет.

## Биография
Сеизов е роден в Обидим, Османската империя, днес България. Става войвода в Неврокопско и Мелнишко. През 1895 година се присъединява към Четническата акция на Македонския комитет. Загива през юли 1895 г. край село Добринища.